# Sammlung Domnick
Die Sammlung Domnick ist eine Sammlung abstrakter Malerei und Plastik in Nürtingen, nahe Stuttgart.

## Die Sammlung
1946 begann der Nervenarzt, Filmautor und Kunstsammler Ottomar Domnick eine internationale Sammlung abstrakter Malerei und Plastik der Nachkriegszeit aufzubauen. Der Psychiater erwarb vor allem die Frühwerke von Künstlern. Die drei Hauptmaler der Sammlung sind Willi Baumeister, Hans Hartung und Fritz Winter. Zur Sammlung gehören neben den Gemälden und Arbeiten auf Papier auch einige Masken aus Afrika und Neuguinea sowie Skulpturen aus Metall.

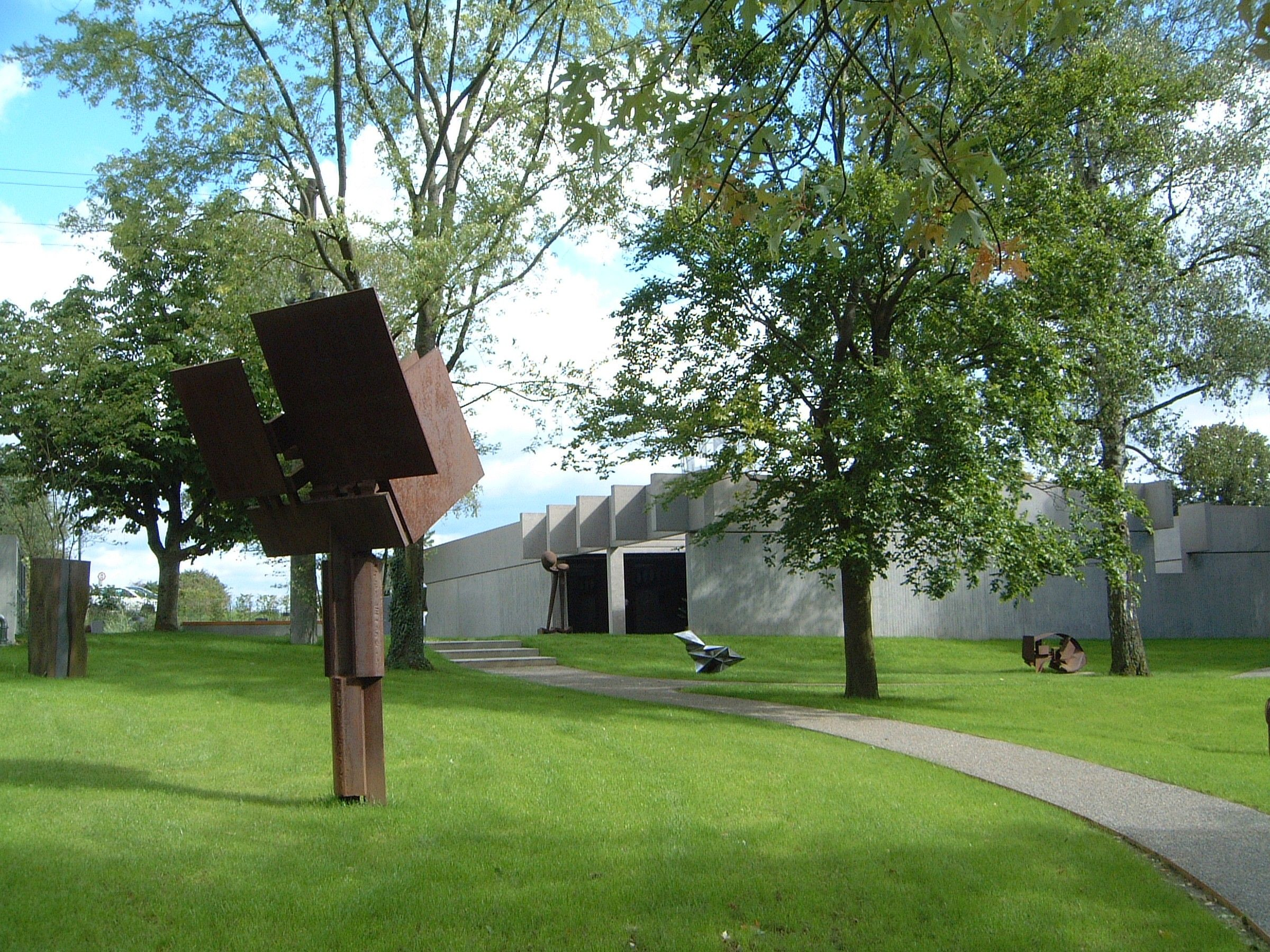
Sammlung Domnick, Blick in Richtung Haupteingang
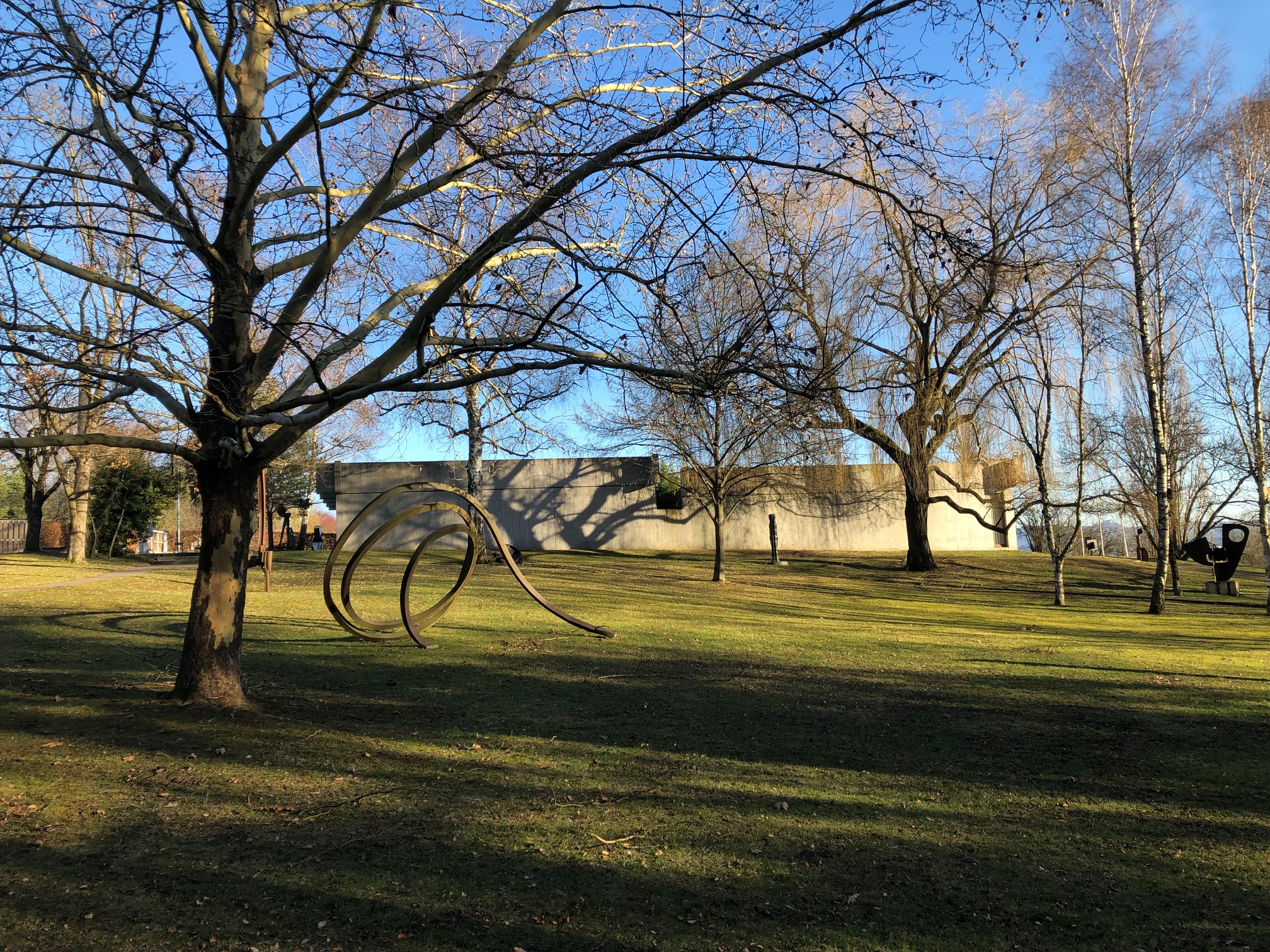
Sammlung Domnick, Blick aus dem Skulpturengarten von Nordwesten
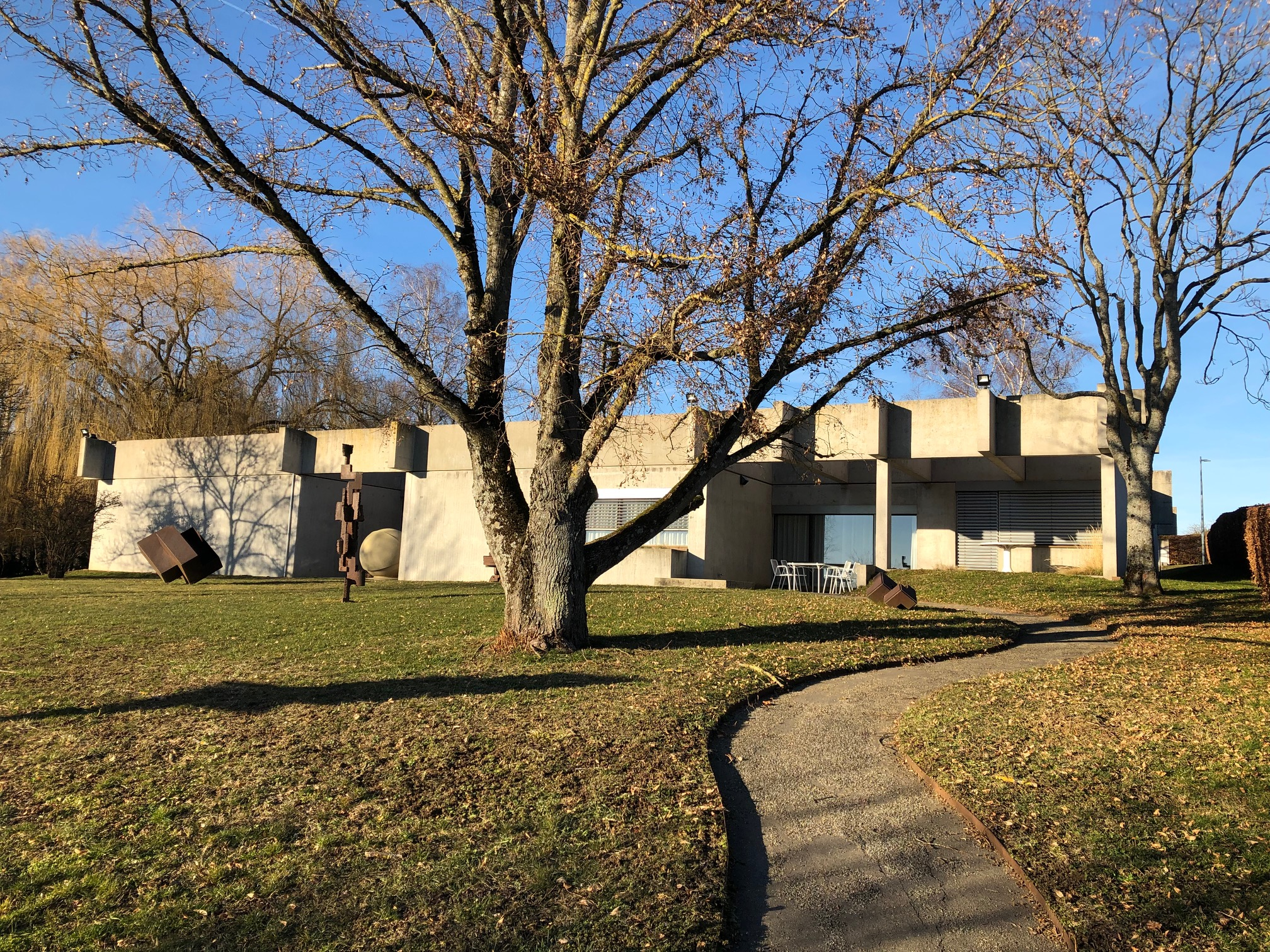
Sammlung Domnick, Blick von Südwesten
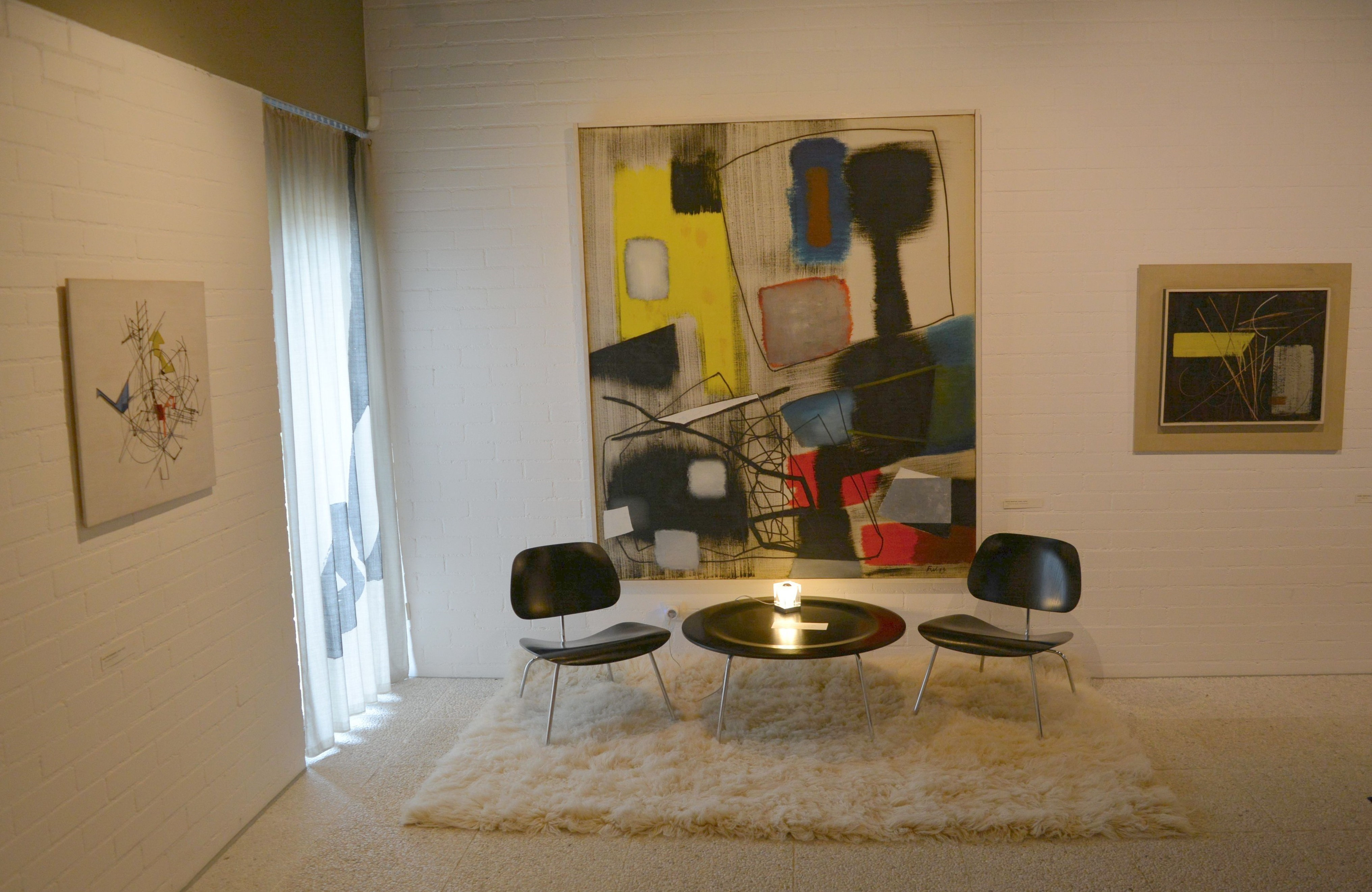
Im Haus Domnick (2024)
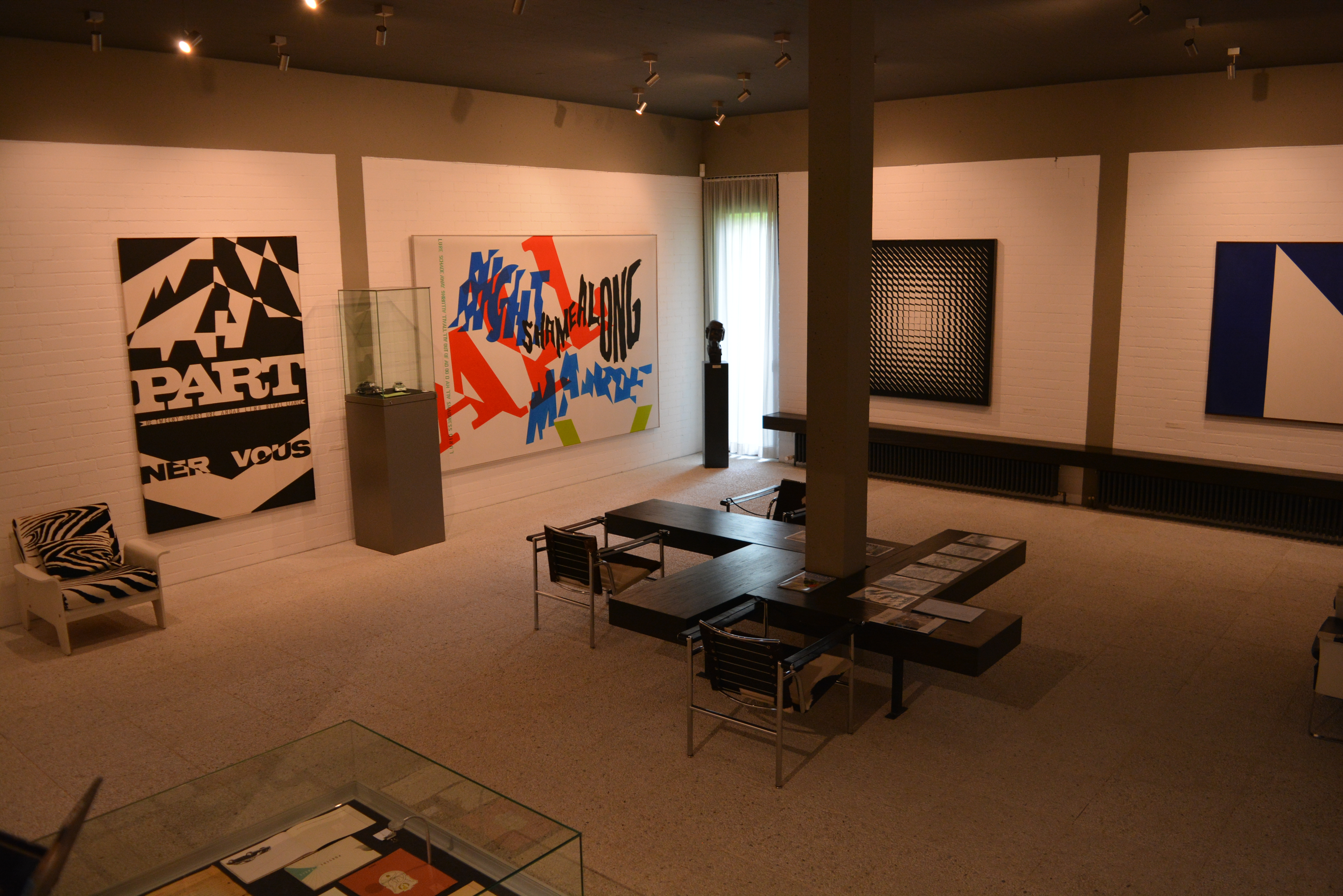
Kunstwerke der 1960er Jahre
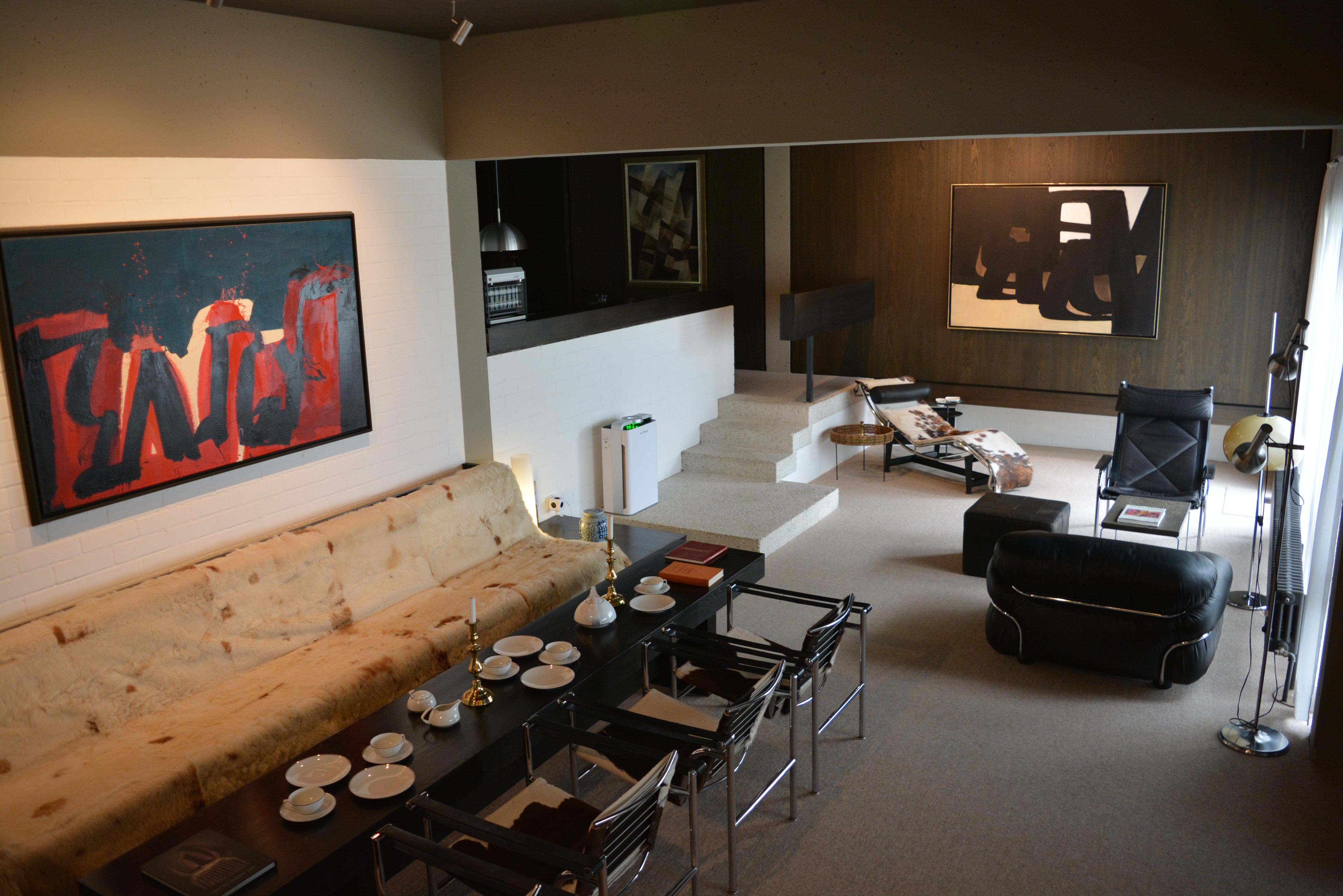
Wohnbereich (2024)

## Museum
1967 ließ Ottomar Domnick vom Architekten Paul Stohrer ein „Museum zum Wohnen“ in Nürtingen auf der Oberensinger Höhe bauen, das er zusammen mit seiner Frau Greta Domnick bis zu seinem Tod 1989 bewohnte. Die rund 1000 m² große quadratische Grundfläche des Gebäudes ist in Quadrate aufgeteilt. Das fensterarme Haus ist im Inneren geprägt durch offenen Raum, versetzte Ebenen, eine sparsame Möblierung und viele weiße Wände, auf denen die Bilder der Sammlung präsentiert werden. Haus und Park wurden 2005/2006 umfassend saniert.

## Garten und Skulpturensammlung
Ottomar und Greta Domnick erwarben 1976 das an ihr Sammlungshaus angrenzende Grundstück. Dort ließen sie einen parkähnlichen Garten anlegen, durch den drei Wegschleifen führen. An diesen Wegen sind 32 abstrakte Skulpturen aus Stahl, Eisen und Bronze aufgestellt. Die Skulpturen erwarb das Sammlerpaar zwischen 1977 und 1986. Erstes erworbenes Werk war die „Skulptur o.d.“ von Max Schmitz, den Schlusspunkt setzten sie mit „Ligne indéterminée“ von Bernar Venet. Eine Hainbuchenhecke umgibt das Grundstück.

## Stiftung Domnick
Nach dem Tod von Ottomar und Greta Domnick wurde das Land Baden-Württemberg Alleinerbe des Domnick’schen Vermögens. Nach dem Erbvertrag hatte sich das Land verpflichtet, eine Stiftung zur Förderung der Kunst zu errichten. Diese trat unter dem Namen „Stiftung Domnick“ 1996 erstmals an die Öffentlichkeit. Die Stiftung dient dazu, die Sammlung Domnick für die Öffentlichkeit zugänglich zu machen. Sie veranstaltet neben Führungen auch Konzerte und Kunstprojekte. Die Stiftung vergibt außerdem den „Domnick-Cello-Preis“ im Rahmen eines Wettbewerbs der Staatlichen Hochschule für Musik und Darstellende Kunst Stuttgart.
Im Jahr 2017, zum 50-jährigen Bestehen der Stiftung Domnick, wurde das gesamte Ensemble mit Skulpturenpark Bestandteil der Staatlichen Schlösser und Gärten Baden-Württembergs.

## Schriften
- Ottomar Domnick: Hauptweg und Nebenwege. Psychiatrie, Kunst, Film in meinem Leben. Hoffmann und Campe Verlag, Hamburg 1977, ISBN 3-455-08951-8. (2. Auflage. domnick verlag + film, Nürtingen 1989).
- Ottomar Domnick, Greta Domnick: Die Sammlung Domnick. Ihre Entstehung, ihre Aufgabe, ihre Zukunft. Belser Verlag, Stuttgart 1982, ISBN 3-7630-1555-8.
- Ottomar Domnick: Mein Weg zu den Skulpturen. domnick verlag + film, Stuttgart 1987, ISBN 3-9800-656-2.